# Haapaniemi (Kuopio)
Pour les articles homonymes, voir Haapaniemi.
Haapaniemi est un quartier de Kuopio en Finlande.

## Description
Haapaniemi abrite entre autres la centrale électrique de Haapaniemi, le port de Kumpusaari, le Valkeisenlampi et le terrain de football central de Kuopio.

## Histoire
La zone est prévue pour construire des villas. 
En 1899,  un concours d’architectes est remporté par Lars Sonck pour le quartier d'Haapaniemi.
Basé sur les travaux du concours, un projet de plan de ville a été préparé pour le quartier et il a été suivi depuis.
Cependant, l’arrivée d’installations industrielles dans la zone au début du XXe siècle a enterré l’idée d’un quartier uniquement résidentiel.

## Lieux et monuments

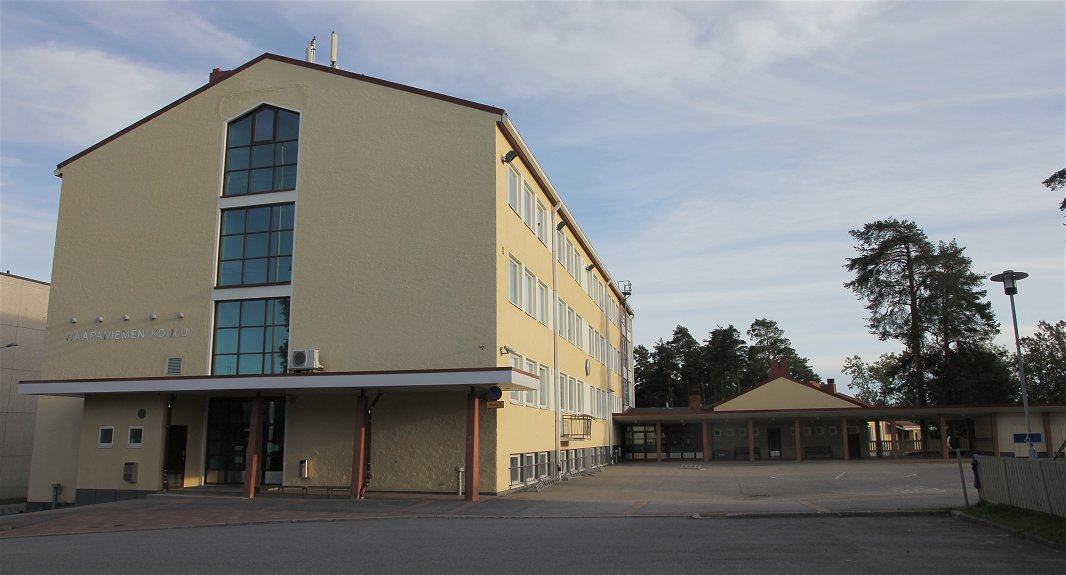
École primaire de Haapaniemi.
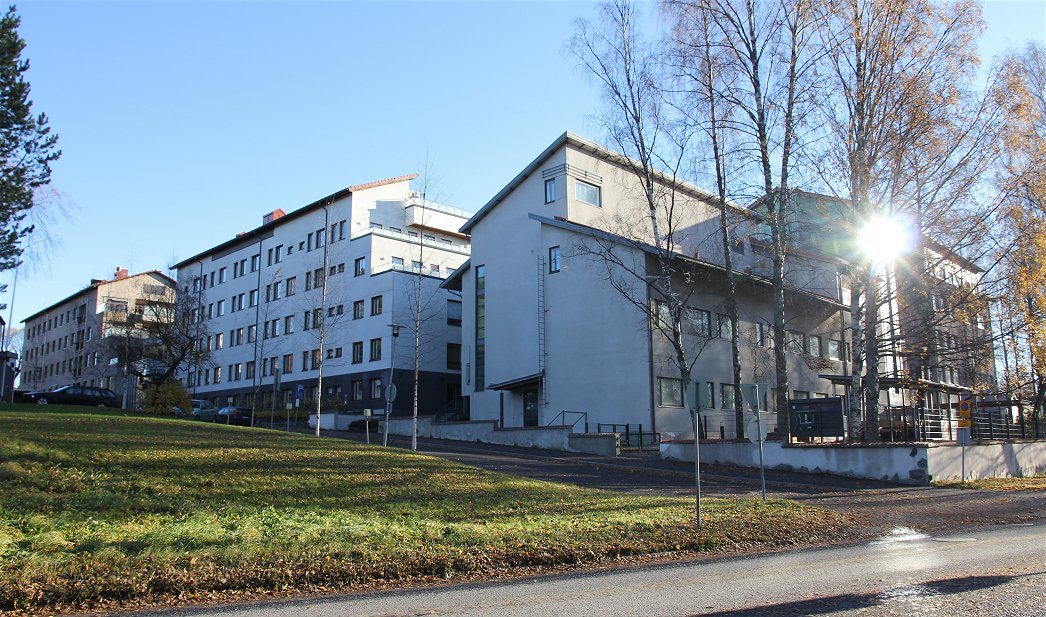
Hôpital de Alava, rue Lastenlinnankatu.
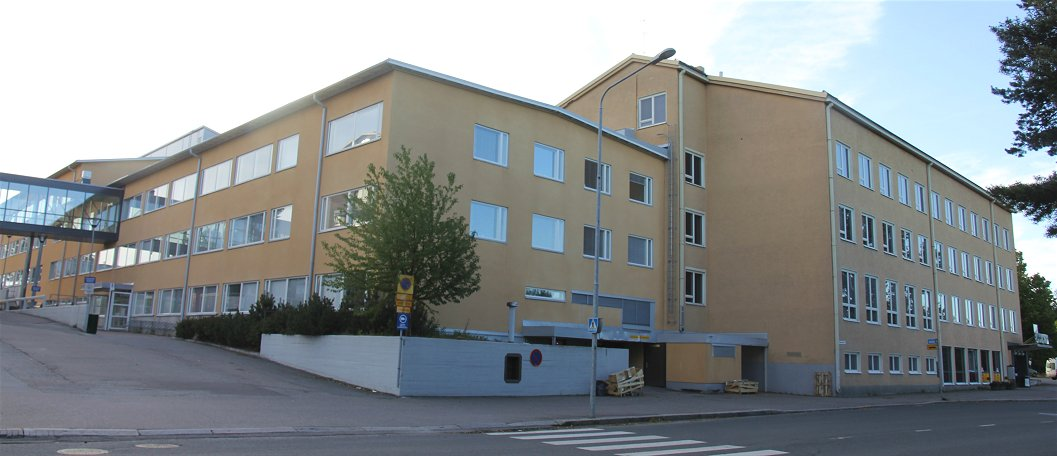
Institut professionnel de Savonie, Presidentinkatu 1.